# الوجه الأمهق (فلم)
الوجه الأمهق (بالإنجليزية: The Paleface) هو فيلم وسترن صدر في سنة 1948.

## بطولة
- بوب هوب
- جين راسل

### ترشيحات وجوائز
| السنة | الحدث  | الفئة      | النتيجة  |
| ----- | ------ | ---------- | -------- |
|       | أوسكار | أفضل أغنية | فـــــوز |

## الميزانية والإيرادات
حقق أرباحا تقدر بـ 4.5 مليون دولار (/ Canada rentals) .

## وصلات خارجية
- مقالات تستعمل روابط فنية بلا صلة مع ويكي بيانات

1. ↑  "AFI's 100 Years...100 Songs" (PDF). معهد الفيلم الأمريكي. مؤرشف من الأصل (PDF) في 2017-08-29. اطلع عليه بتاريخ 2016-08-05.
2. ↑  Stafford، Jeff (2015). "The Paleface". Turner Classic Movies. Turner Entertainment Networks, Inc. مؤرشف من الأصل في 2017-10-07. اطلع عليه بتاريخ 2015-05-01.
3. ↑  Variety 18 February 1948 p7 نسخة محفوظة 17 مارس 2017 على موقع واي باك مشين.